# アルファワン
株式会社アルファワン（英文表記：Alpha One Co.,Ltd.）は、東京都狛江市に本社を置くクリエイティブ・プロダクション・芸能事務所。

## 概要
2006年に株式会社アローとして設立、2008年に現社名に社名変更とともに、経営陣が変わった。
2008年時点では事業内容については変更はなかったが、2012年から新たに飲食事業の追加登録。

## 事業内容
劇場映画、テレビ番組、TVCMの企画・制作をするクリエイティブ・プロダクション事業と俳優の育成とマネジメントをする芸能事務所事業が中心。他に広告代理業、音楽出版、イベントの企画・運営、ライツマネジメント、飲食業も事業登録されている。

### 制作部
劇場映画、テレビ番組、TVCMの企画・制作事業実績。
ヘアー＆メイク部併設。

### 芸能部
1部が俳優・タレントの育成とマネジメント。2部がエキストラ派遣事業。

#### 1部
主な所属タレント
- 丹波義隆（俳優）
- 高畑 翼（俳優）
- 安達 有里（タレント）
- 滝沢 れい子（タレント）
- 広野 ゆき（演歌歌手）
- 金箱 洋呼（俳優）
- ヤーノ（谷野優）（ミュージシャン/タレント）
- 高橋 和也（俳優）
- 片山 定彦（俳優）
- 武邑 祐佳（MC/タレント）
- 阿久津 豊（ミュージシャン/タレント）
- 原 えりこ（声優/タレント）
- 本間 義春（スタイリスト）
- 押見 鉄心（俳優/タレント）
- 冨松 龍太郎（俳優）
- 上杉 勇輝（俳優）
- 伊藤 俊勲（声優/俳優）
- 大野 マリ子（女優）
- 柳田 つばき（女優/声優）
- 宮本 久実子（女優）
- 稲城 千明（女優/ミュージシャン）
- 横溝 千恵（女優）
- 平藤 夏海（女優）
- 知識 真美（女優）
- 鷺 美羽（女優）
- 三竹 伸子（女優）
- 渚 まなみ（女優/ダンサー/弦楽器）
- 水城 麻矢（女優）
- 清水 幸枝（女優）
- 帖佐 礼示（女優/モデル）
- 里見 はるか（女優）

#### 2部
エキストラ事業